# سيدريك دورست
سيدريك دورست (بالإنجليزية: Cedric Durst) هو لاعب كرة قاعدة أمريكي، ولد في 23 أغسطس 1896 في أوستن في الولايات المتحدة، وتوفي في 16 فبراير 1971 في سان دييغو في الولايات المتحدة.

## وصلات خارجية
- سيدريك دورست على موقعبيزبول رفرنس.كوم (الدوري الرئيسي) (الإنجليزية)
- سيدريك دورست على موقعبيزبول رفرنس.كوم (الدوري الثانوي) (الإنجليزية)